# Намункура, Мануэль
Мануэль Намункура (1811, Араукания, Чили — 31 июля 1908, Сан-Игнасио, Национальная территория Неукен, Аргентина) — индейский военный и политический лидер из племени мапуче, полковник аргентинской армии.
Его имя — Намункура, на мапудунгунском языке означает «каменная нога», namun — «стопа», и kura — «камень».

## Биография

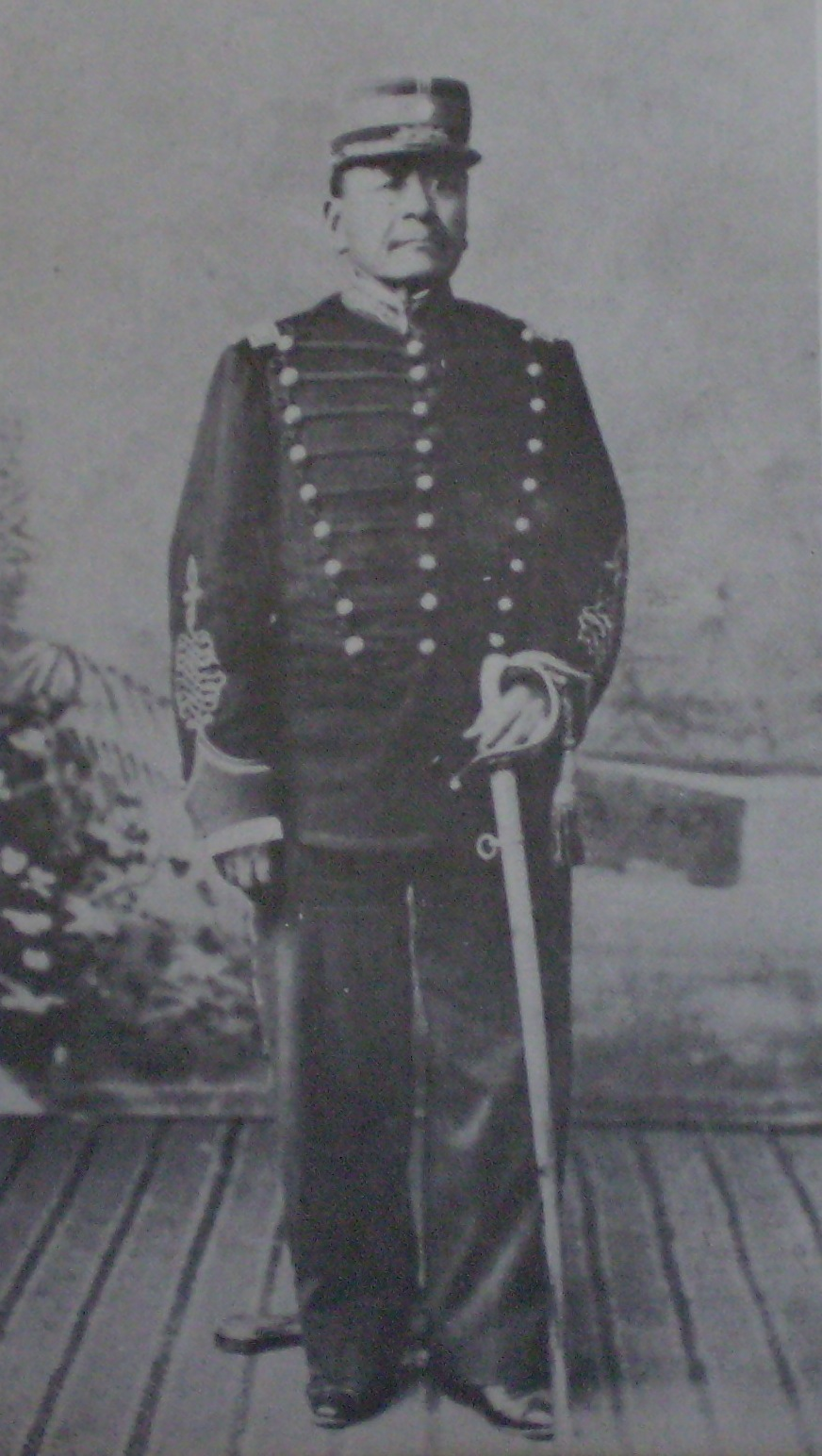
Вождь Намункура в форме офицера аргентинской армии

Родился в 1811 году в Араукании на территории соверменной Чили. Сын и преемник знаменитого арауканского военного лидера Кальфукуры. Его детство прошло в районе реки Льяйма, у подножия Анд. В 1831 году он отправился на территорию нынешней Аргентины, войдя в состав племени Льяймаче («людей реки Льяйма») вместе со своим отцом, вождем Кальфукура. Он был послом своего народа при губернаторе провинции Буэнос-Айрес Хуане Мануэле де Росасе, с которым подписал мирные договоры.
Намункура был крещён в городе Парана, в провинции Энтре-Риос, в 1854 году с христианским именем Мануэль. Сообщают, что его крестным отцом был з-й президент Аргентины Хусто Хосе де Уркиса. В тот же день он поклялся в верности и соблюдении Конституции Аргентины 1853 года.
Фактически он унаследовал полный контроль над Конфедерацией Салинас-Грандес в июне 1873 года после смерти своего отца. Он командовал конфедерацией мапуче и ранкелесами, во главе которых воевал он опустошил несколько городов в провинции Буэнос-Айрес. В одной из своих кампаний в конце 1875 года он, Катриэль, Пинсен, Байгоррита и его брат Альваро Реумай в составе 3500-4000 копий опустошили поместья между Трес-Арройос и Альвеаром, разграбив Тандиль, Асуль и Тапальке. Только в первой деревне они убили 400 жителей, взяли в плен еще 500 человек и угнали 300 000 голов скота.
Приход Мануэля Намункуры к власти в племени Льялмаче едва не спровоцировал гражданскую войну. Законным преемником Кальфукуры был его старший сын Хосе Мильякеукура, которого сам Эстанислао Себальос называл «беднягой». Мануэлю также пришлось соревноваться со своим братом Бернардо Намункурой.
Большой парламент, который собирался для избрания вождя мапуче, был окружен примерно 600 копьями под командованием другого брата Мануэля, Альбарито Реумайкуры (твердого как камень), недалеко от места проведения парламента, готовыми вмешаться, если Мануэлю это понадобится. Бернардо поддержали вожди Катрикура, Карупан, Меликура и Каруманкеукура.
Столкнувшись с надвигающейся гражданской войной, старейшины мапуче вмешались и решили объявить Мильякеукуру неспособным исполнять обязанности касика (Милльякеукура был убит в 1879 году солдатами полковника Левалле в деревнях Салинас-Грандес, будучи пьяным). Старейшины назначили триумвират, в который вошли Мануэль и Бернардо Намункура, а также Альбарито Реумайкура. К 1875 году Мануэль Намункура отстранил своих братьев от власти.
Намункура сражался против войск аргентинской армии под командованием Хулио Архентино Роки в ходе кампании в пустыне и мужественно отражал их атаки. Некоторое время ему удавалось избегать преследований, которые проводила аргентинская армия в 1881—1884 годах.
Столкнувшись с постоянным давлением военного наступления на Неукен в 1882 году, он отправил парламентариев на переговоры о мире с аргентинским правительством. 21 марта 1884 года в Ньоркине он сдался по настоянию отца Доминго Меланесио и в июне прибыл в Баия-Бланку. С ним было всего около 300 безоружных и голодных воинов. Оттуда он в сопровождении большой свиты сел на пароход «Помона», направлявшийся в Буэнос-Айрес, намереваясь посетить правительственные учреждения и договориться о пожертвовании земли своему племени. Эти визиты повторялись с той же целью в 1886, 1894 и 1897 годах, в результате чего он наконец добился от правительства предоставления ему земли в индейской колонии «Сан-Игнасио» и должности полковника аргентинской армии, что подтвердило мир и единение между его племенем и поселенцами в месте слияния ручья Сан-Игнасио с рекой Алумине (Неукен), где окончательно обосновалось племя.
Позднее Намункура поселился в Чимпай, провинция Рио-Негро, а затем в Сан-Игнасио (Неукен), где и умер в возрасте 97 лет. У Намункуры было двенадцать детей. Он был похоронен на кладбище колонии, но точное место в настоящее время неизвестно. В 1886 году от чилийской пленницы Росарио Бургос у него родился сын Зеферин Намункура, который умер в 1905 году во время учебы на католического священника в Риме и был провозглашен благословенным Католической церковью 11 ноября 2007 года.